# Оркнейский диалект
Оркнейский или Оркадийский диалект (англ. Orcadian dialect) — диалект английского языка или, точнее, островного англо-шотландского языка. Он произошел от шотландского языка под некоторым влиянием норнского языка (исчезнувший древнескандинавский язык). На оркнейском диалекте говорят на Оркнейских островах на севере Шотландии. Наиболее близким диалектом является Шетландский, распространенный еще севернее, на Шетландских островах, и сельский диалект Кейтнесса. 